# Герб Вены
Герб Вены — официальный символ Вены. Официально утверждён в 1998 году.

## Описание
Герб используется в двух вариантах. Большой герб Вены представляет собой чёрного одноглавого орла с золотыми лапами и клювом, на груди которого расположен червлёный щит с серебряным крестом. Малый герб состоит только из щита.
Большой герб предназначен для официальных органов города и земли Вены.

## История

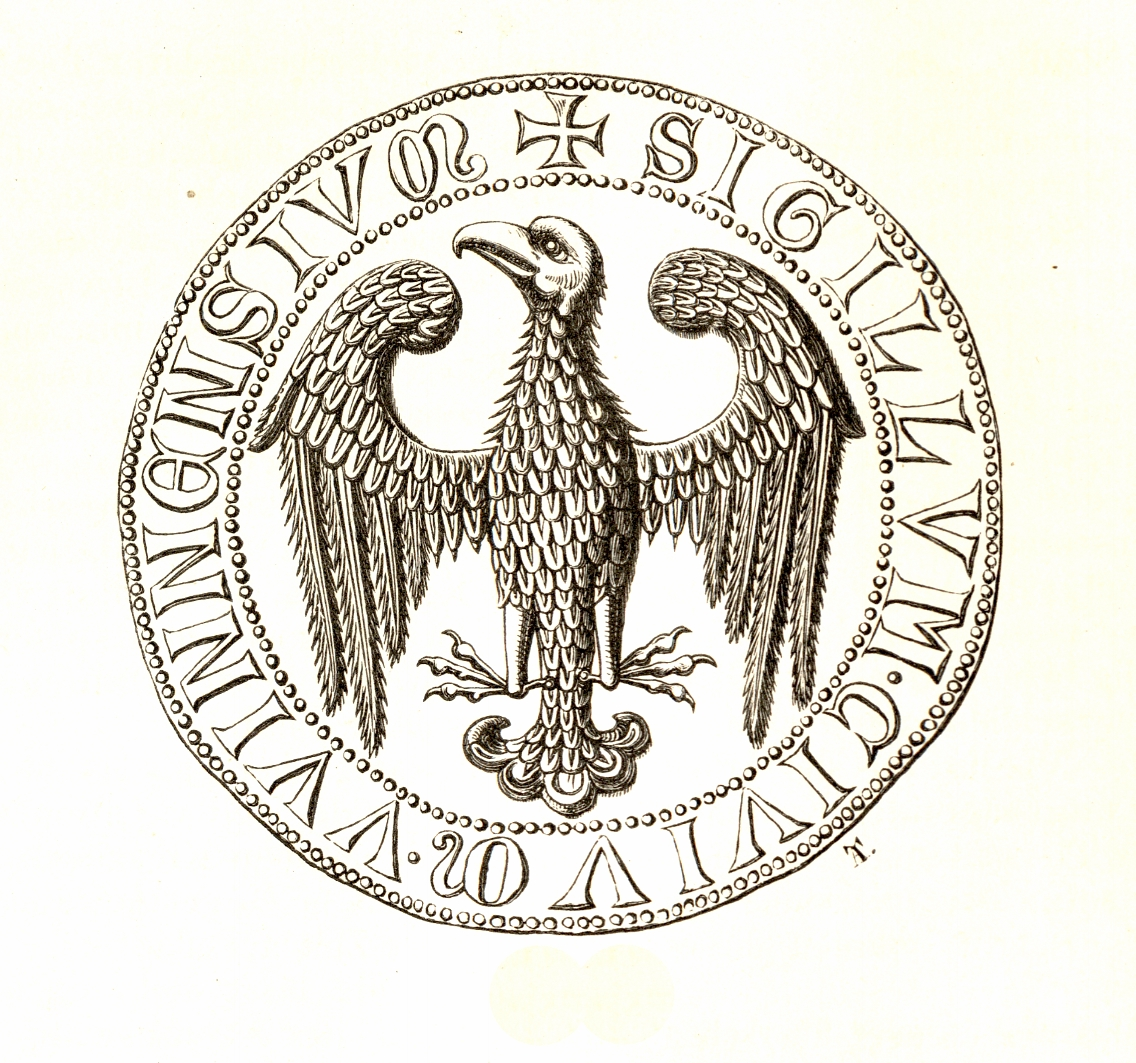
Старейшая Венская печать (около 1239 г.)

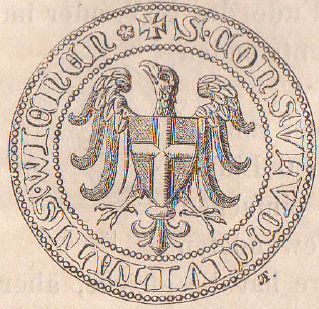
Венская печать (около 1346 г.)

На старейших печатях города изображён только орёл. Орёл, скорее всего, происходит от герба Бабенбергов, герцогов Австрии.
В конце XIII века появился крест, но первоначально не на печати, а на монетах. Цвета креста, серебряный на красном, не изменились с 1395 года.
Первая комбинация орла с крестом появилась на печати 1327 года.